# Рудзисько (Свентокшиське воєводство)
Рудзисько (пол. Rudzisko) — село в Польщі, у гміні Фалкув Конецького повіту Свентокшиського воєводства.
Населення — 86 осіб (2011).
У 1975-1998 роках село належало до Пйотрковського воєводства.

## Демографія
Демографічна структура на день 31 березня 2011 року:
|          | Загалом | Допрацездатний вік | Працездатний вік | Постпрацездатний вік |
| -------- | ------- | ------------------ | ---------------- | -------------------- |
| Чоловіки | 40      | 5                  | 30               | 5                    |
| Жінки    | 46      | 11                 | 25               | 10                   |
| Разом    | 86      | 16                 | 55               | 15                   |